# Столичний (зупинний пункт)
Столи́чний (біл. Сталíчны) — пасажирський залізничний зупинний пункт Мінського відділення Білоруської залізниці на лінії Мінськ (Інститут культури) — Барановичі-Поліські між зупинним пунктом Інститут культури та станцією Мінськ-Сортувальний. Розташований у місті Мінськ по вулиці Автодорівській, за 2 км від станції Мінськ-Пасажирський. Столичний входить до складу станції Мінськ-Сортувальний.

## Історія
Зупинний пункт Столичний відкритий 1951 року біля вулиці Автодорівської. Оскільки на цій вулиці знаходиться філія клінічної лікарні № 11 міста Мінська, звідси і колишні назви зупинного пункту — «Лікарня», «Автодорівська».
1975 року електрифікований змінним струмом (~25 кВ) в складі дільниці Мінськ — Стовбці.

## Пасажирське сполучення
На платформі Столичний зупиняються електропоїзди регіональних ліній, що прямують до кінцевих станцій Мінськ-Пасажирський (пл. Інститут культури), Стовбці та  Барановичі-Поліські.

## Галерея

Зупинний пункт «Столичний»
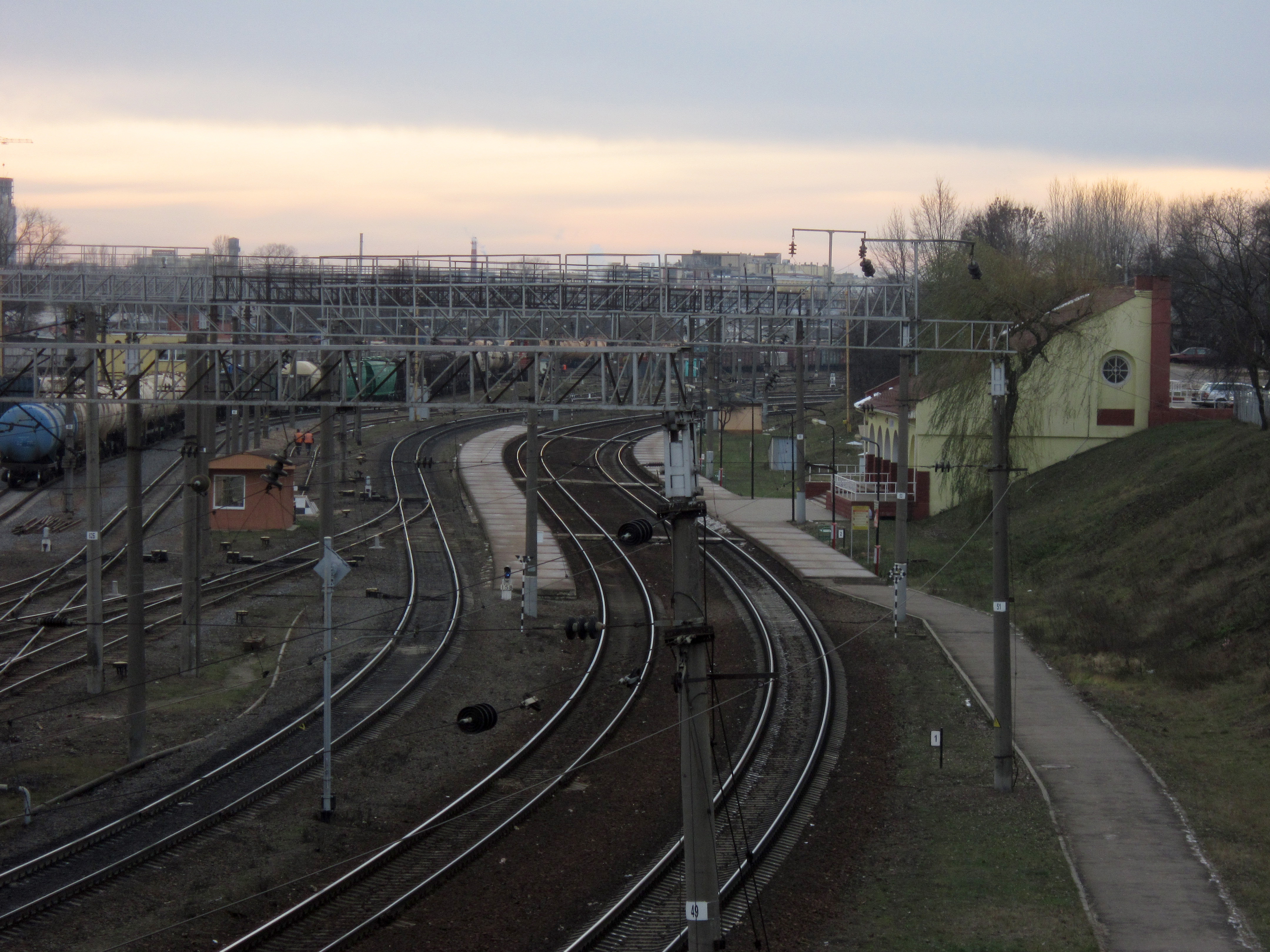
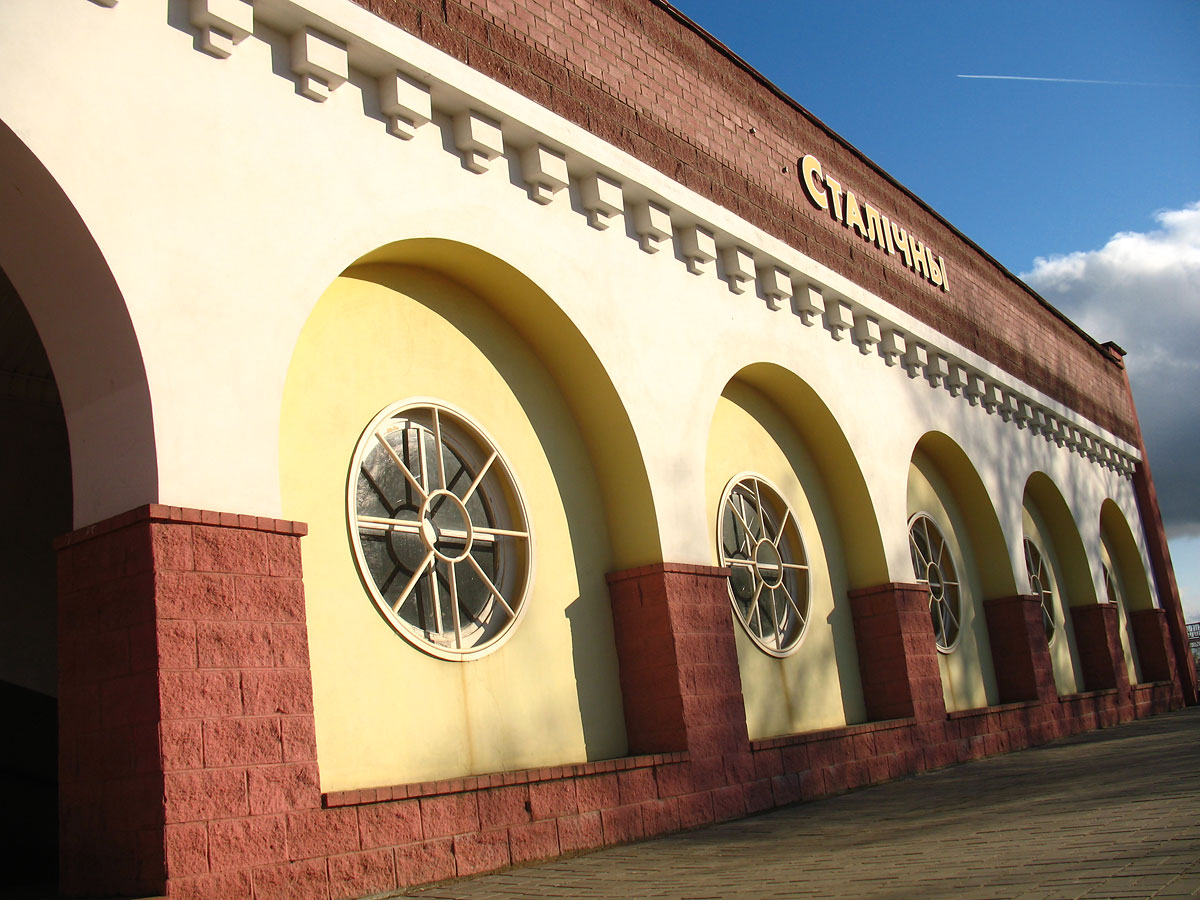
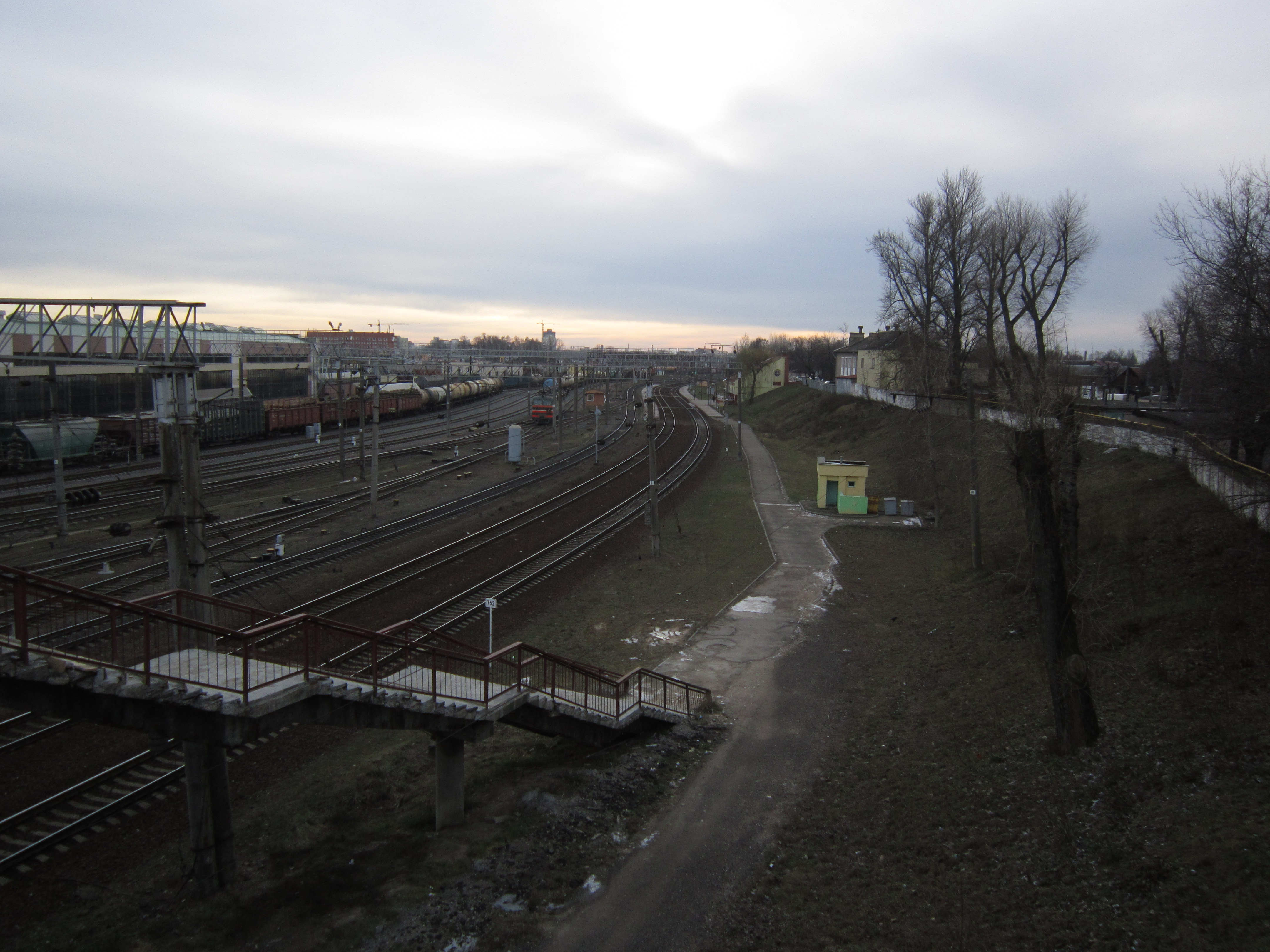